# Хлопковое дерево
Хло́пковое де́рево (лат. Ceiba pentandra) — тропическое дерево семейства мальвовых (ранее род Сейба относили к семейству Бомбаксовые). В естественных условиях произрастает в Мексике, Центральной Америке, Карибских островах, северной части Южной Америки и в тропиках западной Африки. Дерево являлось одним из священных символов мифологии майя. Также известно под именами Хлопчатое дерево, Капоковое дерево, Капок настоящий, Капок пятитычинковый, Сейба пятитычинковая. Слово капок также применяется для названия волокна, получаемого из плодов этого дерева.

## Биологическое описание
Дерево высотой 60—70 м, имеет очень широкий ствол (диаметром до 3 м) с развитыми досковидными корнями. Ствол и крупные ветви интенсивно покрыты очень большими, колючими шипами. Листья пальчато-сложные, состоят из 5—9 листочков 20 см длиной, напоминающих листья пальмы. Цветы крупные, белого цвета. Взрослые деревья производят несколько сотен плодов — крупных (15 см) вскрывающихся коробочек, содержащих семена. Внутренние стенки коробочек покрыты многочисленными пушистыми желтоватыми блестящими волосками, напоминающими хлопок, представляющими собой смесь лигнина и целлюлозы. Процесс сбора урожая и отделения волокна является ручным и трудоёмким.

## Использование
Волокно лёгкое, плавучее, эластичное, устойчивое к воде, легко воспламеняется. Используют для набивки мягкой мебели, спасательных жилетов, кругов, мягких игрушек, а также как звуко- и теплоизоляционный материал. Не используется для пряжи.
В настоящее время использование волокна в значительной степени заменено искусственными материалами. Из семян также получают жирное полувысыхающее масло, заменяющее хлопковое. Масло используют в производстве мыла или как удобрение.
Дерево широко культивируется в юго-восточной Азии, особенно на острове Ява, Малайзии, Индонезии, Филиппинах, а также в Южной Америке.
Схожее волокно найдено у другого дерева, бомбакса капокового (лат. Bombax ceiba), произрастающего и культивируемого в совершенно другом регионе мира — в Индокитае (от Мьянмы до Вьетнама), Непале, Малайзии, Индонезии, на Филиппинах и Тайване — и достигающего 60 м в высоту.
Дерево является одним из национальных символов Пуэрто-Рико.
Отвар коры применяют как мочегонное средство, в качестве обезболивающего, афродизиака, для лечения сахарного диабета по II типу, а также, по некоторым сведениям, для приготовления аяуаски.
|                                   |  |  |  |
| Цветок и бутон, плод, корни, кора |  |  |  |